# Paul Locherer
Paul Locherer (* 5. Februar 1955 in Burgrieden) ist ein baden-württembergischer Politiker der CDU und war Mitglied des Landtags von Baden-Württemberg.

## Ausbildung und Beruf
Nach dem Besuch der Volksschule in Burgrieden und des Progymnasiums in Laupheim bestand Locherer sein Abitur am Wirtschaftsgymnasium in Biberach. 1977 legte er die Staatsprüfung für den mittleren Verwaltungsdienst und 1983 die Staatsprüfung für den gehobenen Verwaltungsdienst ab. Von 1983 bis 1985 war er Kämmerer in seinem Heimatort Burgrieden. Von 1985 bis 1986 war er als Personalreferent bei der Stadt Weingarten beschäftigt. Von 1986 bis 2010 war Paul Locherer Bürgermeister der Gemeinde Amtzell im Landkreis Ravensburg. In diesem Amt folgte ihm Clemens Moll (CDU) nach.

## Politische Tätigkeit
Seit 1994 gehörte Locherer der CDU-Fraktion des Kreistags im Landkreis Ravensburg an. Mitglied des Landtags von Baden-Württemberg war er als direkt gewählter Abgeordneter des Wahlkreises 68 (Wangen) vom Beginn der 14. Wahlperiode am 11. April 2006 bis 2016. Mit 57,6 Prozent der Wählerstimmen erzielte er bei der Landtagswahl 2006 das beste Wahlkreisergebnis im ganzen Land. Bei der Landtagswahl 2011 erreichte er das Direktmandat mit 48,6 Prozent der Stimmen. Bei der Landtagswahl 2016 trat er nicht mehr an.

## Sonstige Mitgliedschaften und Ämter
Paul Locherer war in seiner Zeit als Kommunalpolitiker u. a. Geschäftsführer der Ravensburger Wertstofferfassungsgesellschaft mbH, Mitglied des Aufsichtsrats der Wirtschafts- und Innovationsförderungsgesellschaft Landkreis Ravensburg (WIR) mbH und Mitglied des Landesvorstandes des Gemeindetags Baden-Württemberg.
Er ist Mitglied des Aufsichtsrats der Stiftung Liebenau und Mitglied des Aufsichtsrats
der Stiftung Hospital zum Heiligen Geist in Kißlegg. Außerdem fungiert er als Lehrbeauftragter an der Verwaltungsschule des Gemeindetags Baden-Württemberg.

## Familie und Privates
Paul Locherer ist römisch-katholisch. Er ist verheiratet und Vater von drei Kindern.